# Alvar Aalto-museum
Het Alvar Aalto-museum is een museum in de Finse stad Jyväskylä voor architectuur en ontwerp en is volledig gewijd aan de beroemde Finse architect Alvar Aalto (1898-1976), die ook zelf het museumgebouw ontwierp.
Onder het beheer van het museum vallen ook het voormalig woonhuis, Villa Aalto, en de ontwerpstudio, Studio Aalto, (beide in Helsinki) en het voormalig zomerhuis, het Experimenteel huis van Muuratsalo (in Jyväskylä), van de architect.

## Geschiedenis
Het Alvar Aalto-museum werd opgericht in 1966 om de nalatenschap van Aalto te beheren en is voltooid in 1973. Aalto bouwde en ontwierp zijn eigen museum op een locatie aangrenzend aan het Museum van Centraal-Finland (Keski-Suomen Museo). Een gebouw dat is gebouwd tussen 1957 en 1960 en ook is ontworpen door Aalto. In tegenstelling tot dit laatste gebouw wilde Aalto bij de bouw van het Alvar Aalto-museum aandacht hebben voor een hiërarchie in zijn ontwerpen voor de publieke ruimte. Culturele gebouwen waren in zijn ogen meer verheven ten opzichte van gebouwen voor andere publieke voorzieningen. Het Alvar Aalto-museum is bedekt met lichtgekleurde keramische tegels geproduceerd door het Finse keramiekbedrijf Arabia.
Na het overlijden van Alvar Aalto werd in 1979 het museum overgedragen aan de gemeente Jyväskylä. In 1984 werd Studio Aalto op initiatief van Elissa Aalto, de tweede vrouw van Alvar, verkocht aan de Alvar Aalto Foundation en kwam daarmee in het beheer van het museum. In 1994, na het overlijden van Elissa en door haar nagelaten, kwam het voormalig zomerhuis, het Experimenteel huis van Muuratsalo, in het bezit van de gemeente Jyväskylä. Dit huis is door Alvar en Elissa, die zelf ook architect was, samen ontworpen.
In 2015 werd er een internationale architectuur prijsvraag uitgeroepen door de Alvar Aalto Foundation en de gemeente Jyväskylä voor een ontwerp die het Alvar Aalto-Museum en het Museum van Centraal-Finland met elkaar zouden verbinden. Gedurende een renovatie van het museum, gestart in 2021 en gepland tot medio 2023, zal een dergelijke verbinding worden aangelegd.

## Collectie
De collectie bevat 1500 objecten gerelateerd aan het werk van Alvar Aalto waaronder meubels, armaturen en glaskunst. Ook bevat de collectie objecten gerelateerd aan het werk van Aino Aalto, de eerste vrouw van Alvar en objecten waar zij samen aan hebben gewerkt. Daarnaast bevat de collectie ook ca. 200.000 originele tekeningen en documenten met betrekking tot de ontwerpen van Alvar Aalto. Daarnaast zijn er ook meer dan dertig schaalmodellen van de door Alvar ontworpen gebouwen. Zijn tweede vrouw, Elissa, heeft een belangrijke rol gespeeld in het beheren van de nalatenschap van Alvar en heeft actief zorggedragen voor het conserveren ervan.
Het golvende oppervlak van de achterwand van de expositieruimte is een verwijzing naar het ontwerp voor het paviljoen van dat Aalto ontwierp voor de Wereldtentoonstelling van 1939 in New York.
- Gemeinsame Normdatei: 5039148-3
- International Standard Name Identifier: 0000 0001 2181 444X
- Library of Congress Control Number: n82091471
- Nationale Bibliotheek van Tsjechië: kn20070208015
- Nationale Bibliotheek van Israël: 987007318750105171
- Istituto Centrale per il Catalogo Unico: MILV140416
- Trove: 838822
- Virtual International Authority File: 148887103

Alvar Aalto-museum · Villa Aalto · Studio Aalto · Experimenteel huis van Muuratsalo